# Granito (kulle)
Granito är en kulle i Antarktis. Den ligger i Sydshetlandsöarna. Argentina, Chile och Storbritannien gör anspråk på området.
Terrängen runt Granito är huvudsakligen kuperad, men den allra närmaste omgivningen är varierad. Havet är nära Granito norrut.  Trakten är obefolkad. Det finns inga samhällen i närheten. 